# Forças Militares de Fronteira da República Democrática Alemã

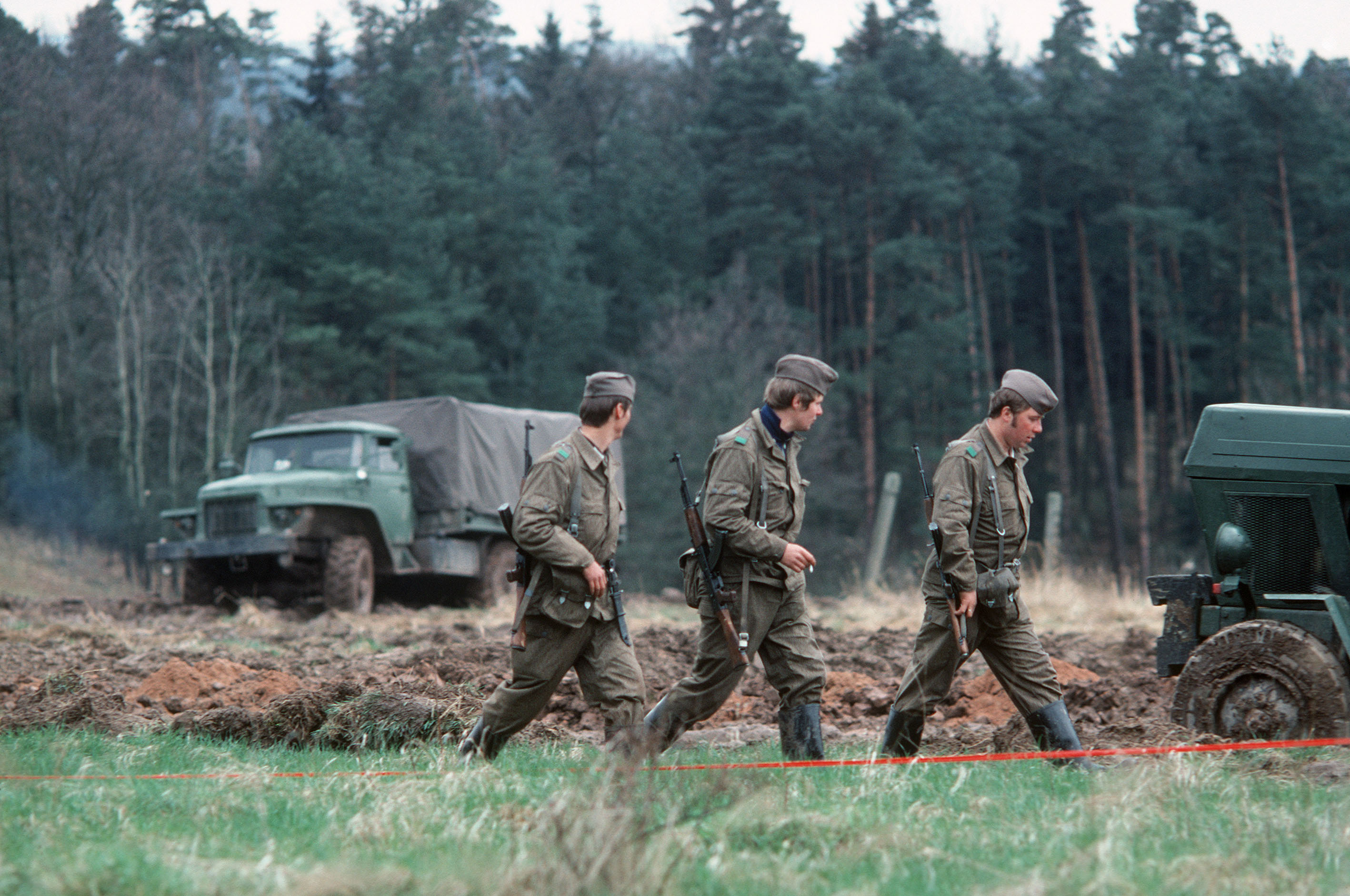
Soldados das Forças Militares de Fronteira da RDA

As Forças Militares de Fronteira da República Democrática Alemã (em alemão:  Grenztruppen der DDR) foram uma força militar de guarda das fronteiras da Alemanha Oriental entre 1949 e a reunificação da Alemanha em 1990. Estavam especialmente presentes na fronteira interna alemã, incluindo a vigilância do muro de Berlim. Chegaram no auge a atingir cerca de 47 000 membros, o que fazia das Grenztruppen a segunda maior força militar de fronteiras do Pacto de Varsóvia, após as da União Soviética. Cerca de 90% da força estava destacado para "defender" a Alemanha de Leste na fronteira interna alemã, enquanto a fronteira da Alemanha Oriental com os vizinhos comunistas da Polónia e da Checoslováquia tinha os restantes 10% da força.
Originalmente, as tropas de fronteira faziam parte da polícia regular, mas após a construção do muro de Berlim em agosto de 1961 a força foi transferida para o Exército da Alemanha Oriental. Em 1973 as tropas de fronteira tornaram-se um corpo independente uniformizado do Ministério do Interior. Casos de rotina de vigilância eram tratados diretamente pelas tropas de fronteira, mas se caso eles se tornassem suspeitos de fuga (os casos de Republikflucht, fuga do país) eram encaminhados para o Ministério da Segurança do Estado (a Stasi).